# 피에르 아테냥
피에르 아테냥(Pierre Attaignant (또는 Attaignant)(c. 1494 – 1551년 후반 또는 1552년)은 파리에서 활동한 프랑스 음악 출판업자다.
아테냥은 음악 인쇄용 1인상 활자의 최초의 대규모 출판사로 간주되어 Ottaviano Petrucci 와 같은 전임자보다 빠르고 저렴하게 인쇄할 수 있다. 그는 종종 이 기술을 최초로 개발한 것으로 알려져 있다. 그러나 이론적인 주장은 런던의 영국인 인쇄업자인 John Rastell이 1520년에 단일 인상 인쇄를 처음으로 사용했음을 시사하는 주장이 존재한다. 불행히도 그의 악보는 발견되지 않았다.  아테냥은 파리 작곡가인 다양한 작곡가의 1500개가 넘는 샹송 을 출판했다. 그는 여러 번 갱신된 그의 음악 책에 대한 왕실 특권 을 획득했다. 결국 그는 imprimeur et libraire du Roy en musique (음악에 대한 왕의 인쇄업자이자 서점가)로 지명되었다.
음악 인쇄에 대한 주요 공헌은 그가 1528년 간행한 Chansons nouvelles en musique à quatreparty에서 처음으로 사용한 음악 인쇄를 위한 단일 인상 방법을 대중화한 데 있다. 이 시스템에서 개별 음표는 보표 부분에 직접 인쇄되므로 메모, 보표 라인 및 텍스트는 모두 인쇄기를 통해 한 번의 전송으로 인쇄될 수 있다. 이 방법의 가장 큰 단점은 보표선이 정렬되어 종종 "울퉁불퉁한" 모양이었으며 일부는 다른 것보다 약간 높거나 약간 떨어져 있었다. 그럼에도 불구하고 이 방법은 16세기와 17세기에 유럽 전역에서 표준 음악 인쇄가 되었다.